# Charles Hallé
Charles Hallé (11 de abril de 1819 – 25 de outubro de 1895) foi um pianista e maestro anglo-alemão, tendo fundado a Orquestra Hallé em 1858.

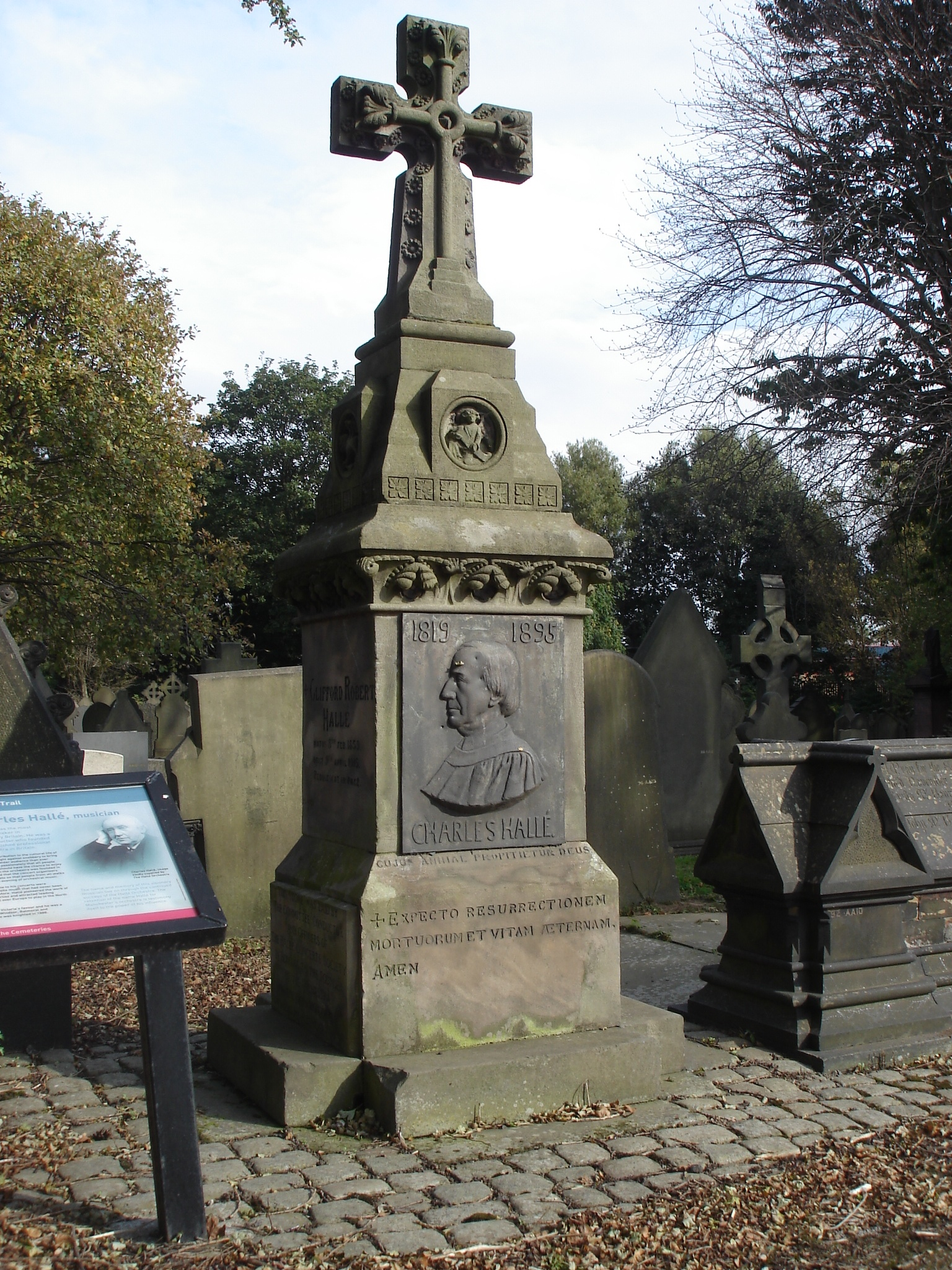
Monumento funerário de Sir Charles Hallé, no Cemitério de Weaste, Inglaterra.